# Shahanah Schmid
Shahanah Dawn Schmid (* 13. Februar 1976) ist eine Schweizer Schachspielerin. Sie ist zweifache Schweizer Frauenmeisterin.

## Leben
Shahanah Schmid wuchs in Saanen auf. Sie studierte Soziologie, Sozialanthropologie und Pädagogik an der Universität Zürich und war dort Forschungsassistentin am Institut für Sozial- und Kulturanthropologie. Im Anschluss nahm sie ein Promotionsstudium an der London School of Economics and Political Science auf. Am dortigen Institut für Soziologie ist sie Lehrassistentin.

## Erfolge
Die Schweizerische U16-Meisterschaft konnte sie drei Mal gewinnen: 1990 in Gstaad, 1991 in Uzwil und 1992 in Reiden. Die Schweizer Einzelmeisterschaft der Frauen gewann sie 1994 in Luzern und 1999 in Grächen.
Mit der Schweizer Frauennationalmannschaft nahm sie an den Schacholympiaden 1994 (am dritten Brett) und 1998 (am zweiten Brett) teil. Ihr Schachverein in der Schweiz ist der Schachklub Saanenland. Vereinsschach spielte sie seit 1998 auch in Deutschland, dort für die Frauenmannschaft des SV Stuttgart-Wolfbusch, bei dem sie, sonst in der 2. Liga und der Oberliga, in der Saison 2006/07 zwei Einsätze in der höchsten deutschen Spielklasse hatte.
Seit 1999 trägt sie den Titel FIDE-Meister der Frauen (WFM). Schmids Elo-Zahl beträgt 1980 (Stand: Mai 2025), damit liegt sie auf dem 16. Platz der Schweizer Elo-Rangliste der Frauen. Ihre höchste Elo-Zahl war ihre erste Elo-Zahl, und zwar 2135 im Juli 1997.